# San Bartolo Cuitareo
San Bartolo Cuitareo es una localidad del estado mexicano de Michoacán. Es parte del municipio de Hidalgo.

## Toponimia
El nombre «San Bartolo» hace referencia al santo patrono de la localidad: Bertoldo del Monte Carmelo El nombre «Cuitareo» proviene del purépecha.

## Demografía
| Gráfica de evolución demográfica |
|                                  |

| Censo | Población |
| ----- | --------- |
| 1900  | 1060      |
| 1910  | 979       |
| 1921  | 971       |
| 1930  | 1187      |
| 1940  | 1317      |
| 1950  | 1723      |
| 1960  | 1783      |
| 1970  | 1978      |
| 1980  | 2065      |
| 1990  | 3475      |
| 2000  | 4189      |
| 2010  | 4989      |
| 2020  | 6049      |